# جیم والهد
جیم والهد (انگلیسی: Jim Wallhead; ۱۴ مارس ۱۹۸۴ – ) ورزشکار هنرهای رزمی ترکیبی و جودوکار اهل بریتانیا است.